# Blattverschiebung

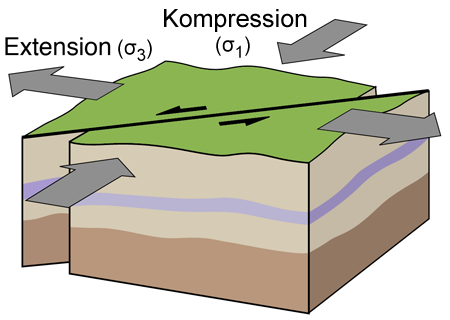
Blockbild einer Blattverschiebung.

Schematische Animation des Bewegungsablaufes an einer rechtshändigen (dextralen) Blattverschiebung während eines Erdbebens

Eine Blattverschiebung (engl.: strike-slip fault), auch Transversalverschiebung, Horizontalverschiebung oder Seitenverschiebung genannt, ist eine tektonische Verwerfung, bei der Schollen der Erdkruste entlang einer senkrechten Fläche aneinander vorbeigeglitten sind. Die mechanischen Spannungen in der Erdkruste, die ursächlich für diese Bewegungen sind, wirken an einer Blattverschiebung nur selten vollkommen parallel, sondern meistens schräg zur Störungsfläche. Im Gegensatz zu anderen Verwerfungen besitzen reine Blattverschiebungen kein Hangendes oder Liegendes.

## Erdbeben an Blattverschiebungen
Weil Störungsflächen unregelmäßig oder gekrümmt ausgebildet sind, und das Gestein in der oberen Kruste sehr starr und spröde ist, ist die Reibung an einer Störungsfläche generell sehr hoch. Obwohl die für die Bewegung verantwortlichen Kräfte permanent wirken, erfolgt aufgrund der starken Reibung keine kontinuierliche Bewegung. Stattdessen baut sich an der Störungsfläche ein „Druck“ auf, der bei Überschreiten der von der Reibung erzeugten Gegenkraft schlagartig in Bewegung umgewandelt wird. Diese Bewegung wird, insofern sie ausreichend heftig ist, von Menschen als Erdbeben wahrgenommen. 

## Bewegungssinn

Bewegungssinn an Blattverschiebungen

Blattverschiebungen lassen sich in links- (sinistrale) und rechtshändige (dextrale) Verschiebungen unterscheiden. Zur Ermittlung des Bewegungssinnes wird die vom Betrachter aus jenseits der Verwerfung liegende Scholle herangezogen. Hat sie sich nach links bewegt, ist die Störung linkshändig (auch linksseitig, engl. left-lateral), hat sie sich nach rechts bewegt, so ist sie rechtshändig (auch rechtsseitig, engl. right-lateral). Dabei ist es unerheblich, auf welcher der beiden Schollen der Betrachter steht: eine linksseitige Störung ist aus beiden Perspektiven linksseitig, eine rechtsseitige ebenso. Das Streichen der Störungsfläche im Bezug auf die Himmelsrichtungen spielt in diesem Zusammenhang keine Rolle.

## Beispiele

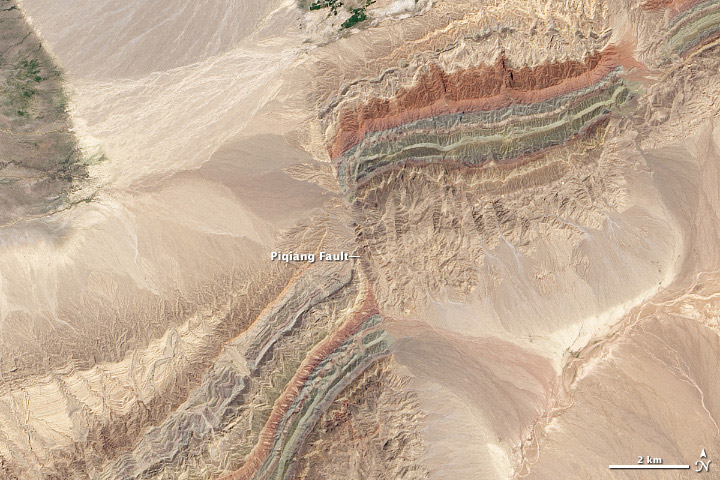
Satellitenaufnahme verschiedenfarbiger devonischer und altpaläozoischer Sedimentgesteine einer tektonischen Decke, die an der Piqiang-Störung, einer lokal bedeutenden linkshändigen (sinistralen) Blattverschiebung, um rund 2 km versetzt sind, Südrand des Tienschan im äußersten Westen Chinas.

Blattverschiebungen treten in sämtlichen Bereichen der oberen Erdkruste auf, in denen tektonische Bewegungen die vormalige, von Sedimentation oder Magmatismus bestimmte Geologie nachträglich überprägt haben. Die ausgedehntesten Blattverschiebungen, die sich über mehrere tausend Kilometer hinziehen, finden sich an den Grenzen der Lithosphärenplatten, wo sie als Transformstörungen bezeichnet werden. Bekannte Beispiele für solche Transformstörungen auf den Kontinenten sind die San-Andreas-Verwerfung in Kalifornien (USA) oder die Nordanatolische Verwerfung im Norden der Türkei.